# Xanil
Xanil är en ort i Mexiko.   Den ligger i kommunen Chilón och delstaten Chiapas, i den sydöstra delen av landet, 800 km öster om huvudstaden Mexico City. Xanil ligger 352 meter över havet och antalet invånare är 437.
Terrängen runt Xanil är lite bergig. Runt Xanil är det ganska tätbefolkat, med 54 invånare per kvadratkilometer. Närmaste större samhälle är Río Jordán, 18,6 km öster om Xanil. I omgivningarna runt Xanil växer i huvudsak städsegrön lövskog.